# A Magyar Aranylabda győzteseinek listája
A Magyar Aranylabda díjat minden évben a legjobb teljesítményt nyújtó magyar labdarúgó kapja. Az eseményt az nb1.hu szervezi (illetve jogelődje, az egykori Foci magazin). A döntést egy változó létszámú, újságírókból álló zsűri szavazatai alapján hozzák. Az eredményhirdetés hagyományosan december 6-án történt, 2015 óta azonban februárban tartják a díjátadót.

## Győztesek
Az eddig huszonöt alkalommal megrendezendő Magyar Aranylabda díjat tizenöt különböző játékos nyerte el. Magyarországon játszó labdarúgóként egyedül Király Gábor nyerte meg. Ő diadalmaskodott legtöbbször (5)  a szavazásokon.
| Év   | Díjazott           | Csapata              |
| ---- | ------------------ | -------------------- |
| 1998 | Király Gábor       | Hertha BSC           |
| 1999 | Király Gábor       | Hertha BSC           |
| 2000 | Király Gábor       | Hertha BSC           |
| 2001 | Király Gábor       | Hertha BSC           |
| 2002 | Lisztes Krisztián  | Werder Bremen        |
| 2003 | Szabics Imre       | VfB Stuttgart        |
| 2004 | Gera Zoltán        | West Bromwich Albion |
| 2005 | Gera Zoltán        | West Bromwich Albion |
| 2006 | Dárdai Pál         | Hertha BSC           |
| 2007 | Hajnal Tamás       | Karlsruhe            |
| 2008 | Hajnal Tamás       | Borussia Dortmund    |
| 2009 | Juhász Roland      | RSC Anderlecht       |
| 2010 | Dzsudzsák Balázs   | PSV Eindhoven        |
| 2011 | Juhász Roland      | RSC Anderlecht       |
| 2012 | Szalai Ádám        | 1. FSV Mainz         |
| 2013 | Huszti Szabolcs    | Hannover 96          |
| 2014 | Dzsudzsák Balázs   | FK Gyinamo Moszkva   |
| 2015 | Király Gábor       | Szombathelyi Haladás |
| 2016 | Nagy Ádám          | Bologna              |
| 2017 | Nikolics Nemanja   | Chicago Fire         |
| 2018 | Gulácsi Péter      | RB Leipzig           |
| 2019 | Gulácsi Péter      | RB Leipzig           |
| 2020 | Szoboszlai Dominik | RB Leipzig           |
| 2021 | Schäfer András     | FC DAC 1904          |
| 2022 | Szoboszlai Dominik | RB Leipzig           |
| 2023 | Szoboszlai Dominik | Liverpool FC         |
| 2024 | Szoboszlai Dominik | Liverpool FC         |